# Luchtlijn St. Petersburg-Tampa

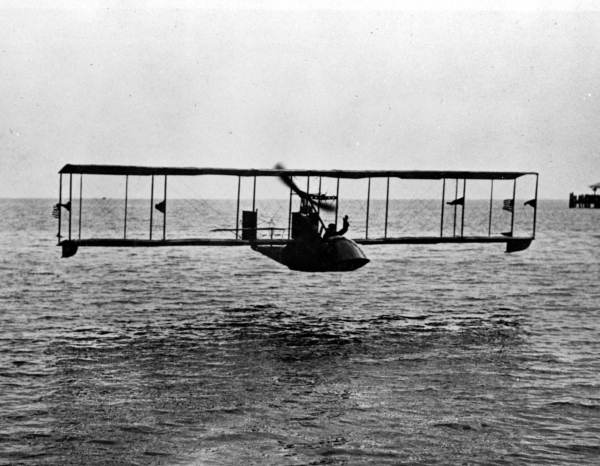
Het vliegtuig gedurende de eerste vlucht boven Tampa Bay

De luchtlijn St. Petersburg-Tampa was de eerste lijndienst ter wereld met een vliegtuig. Het was een vliegboot. De luchtvaartmaatschappij opereerde vluchten tussen St. Petersburg in Florida en het naburige Tampa over Tampabaai, een afstand van ongeveer 37 kilometer, van januari tot mei 1914.

## Geschiedenis
P.E. Fansler schakelde Thomas W. Benoist in om een dienst te starten met behulp van zijn nieuwe vliegboten om een dienst te creëren om de twee steden met elkaar te verbinden die in 1913, afhankelijk van de manier van reizen (2 uur per boot, 20 uur met de auto, 4 tot 12 uur met de trein) relatief ver uit elkaar lagen. Met het vliegtuig was de reistijd ongeveer 23 minuten. Op de tiende verjaardag van de Kitty Hawk-vlucht op 17 december 1913 werd een contract van drie maanden getekend met de handelsraad van St. Petersburg, volgens welke de Raad van Handel ermee instemde te garanderen dat de kosten van de luchtvaartmaatschappij werden gedekt. De beloofde hangars voor de luchtvaartmaatschappij waren niet voltooid en de goederentrein met de groen-gele "Leeuwerik van Duluth" werd enkele dagen voor de lanceringsdatum niet geregistreerd. Op 1 januari 1914 werd de lijn de eerste lijnmaatschappij ter wereld.
Diezelfde dag bestuurde Antony H. Jannus de Benoist Type XIV van de luchtvaartmaatschappij op haar eerste vlucht tussen St. Petersburg en Tampa. Vanwege de brede media-aandacht van de St. Petersburg Times waren er naar verluidt meer dan 3.000 toeschouwers bij een parade vergezeld door een Italiaanse band bij het vertrekpunt. Vervolgens werd een veiling gehouden voor het eerste retourticket. Het werd gewonnen met een eindbod van 400 dollar door de voormalige burgemeester van St. Petersburg, Abram C. Pheil. Pheil ging vervolgens aan boord van het houten openluchtvliegtuig voor de 23 minuten durende vlucht die zelden een hoogte van 1,5 meter boven het water van Tampa Bay overschreed. Kort daarna werden een extra Benoist-vliegboot aan de vloot toegevoegd. De ene werd gebruikt om passagiers te vervoeren en de tweede werd gebruikt om piloten op te leiden.
Ticketprijzen waren 5 dollar per vlucht (enkele reis). De eerste luchtvracht was een bundel kranten van de St. Petersburg Times. Vrachttarieven waren  5 dollar per 50 kilo. De luchtvaartmaatschappij bleef vluchten maken tot 5 mei 1914, vijf weken na beëindiging van het contract. Van start tot eind heeft de luchtvaartmaatschappij meer dan 7.000 mijl, 172 vluchten afgelegd. Er werden 1.205 passagiers vervoerd. Thomas Benoist, de bouwer van de Benoist-luchtboten, zei over het belang van de St. Petersburg-Tampa-lijn: "Op een dag zullen mensen de oceanen oversteken op lijnvliegtuigen zoals ze dat nu doen op stoomschepen."

## Vliegtuig
Voor de vluchten werd een Benoist XIV gebruikt.